# 愛知ディオーネ
愛知ディオーネ（AICHI Dione）は、日本女子プロ野球機構に所属していたプロ野球チーム。
2010年から2012年まで『兵庫スイングスマイリーズ』、
2013年から2014年まで『サウス・ディオーネ』、
2015年から2017年まで『兵庫ディオーネ』、
2018年から2021年まで『愛知ディオーネ』として活動していた。
獲得した主要タイトルは、日本女子プロ野球機構所属チーム最多の計9回（女子野球ジャパンカップ優勝4回・女子プロ野球年間優勝5回）を誇る。

## 概要
- 前身の兵庫スイングスマイリーズはリーグ設立当初からの球団で、2009年12月21日に日本女子プロ野球機構の第1回ドラフト会議が行われた際にチーム名が発表された。チーム名の由来は兵庫県神戸市が日本のジャズの発祥地であることから、ジャズの『スイング』とバットを振る『スイング』を掛けたものと、どんなときも笑顔で野球をプレーするという意味の『スマイリーズ』を合わせて『スイングスマイリーズ』としたものである。

- 2010年入団の選手は神戸市にある兵庫柔整専門学校に、2011年入団の選手は大阪府吹田市にある明治東洋医学院専門学校に通っていた。

- 2013年のリーグ再編に伴い兵庫スイングスマイリーズとしての活動は終了したが、同年2月14日にリーグのホームページがリニューアルされた際に、サウス・ディオーネがスイングスマイリーズの後継球団であることが明記され、本拠地域を四国・九州を中心とした南日本地域と定めた。

- 2015年に地域密着型の観点から、再度明確なホームタウンを定めることになり淡路市を初めとした淡路島を本拠とする「兵庫ディオーネ」とチーム名が変更された。

- 2018年からホームタウンを愛知県に変更し、「愛知ディオーネ」に名前を変えることが2017年12月2日に京都市内で開かれた女子プロ野球コンベンション2017において明らかになった。[1]

- 愛知での拠点は同年2月のウィンターカップや4月と6月にヴィクトリアシリーズ（公式戦）を4試合開催した実績がある一宮市に置かれた。[2][3]

- 2020年より女子プロ野球の資金難のため、愛知ディオーネのチーム名はそのままで、本拠地を京都市にすることが発表された。[4]

## 歴史

### 2010年-2012年（兵庫スイングスマイリーズ）

#### 2010年
2009年末に行われたドラフト会議ではIBAF女子ワールドカップで日本代表のエースとして活躍した小西美加の抽選を当てるなど、有力選手を多く指名することに成功した。そのためもう1チームの京都アストドリームスに対して優位に立ち、開幕から5連勝して早々と京都に大差を付けると、その直後に当初予定されていた40試合の1シーズン制から前後期各20試合の2シーズン制に急遽変更されている。しかし京都に前期は8ゲーム、後期も5ゲームの差を付けて共に独走で前後期優勝し、リーグ初年度の年間王者となった。
小西が最多勝、最優秀防御率、最多奪三振のいわゆる「投手3冠」を達成。小西は盗塁王のタイトルも獲得し投打ともに高い実力を示した1年となった。小西以外には主将の川保麻弥が打点王、岩谷美里が最多セーブのタイトルを獲得している。なおMVP（角谷賞）は主将としてチームを引っ張ったことが決め手となり、タイトルの数では優位に立っていた小西を抑えて川保が受賞している。
【公式戦結果】
- 前期 20試合 14勝6敗0分 勝率.700【優勝】
- 後期 20試合 11勝6敗3分 勝率.647【優勝】

【タイトル受賞選手】
- 角谷賞（MVP）：川保麻弥
- 野手部門
  - 最多打点／36打点：川保麻弥
  - 最多盗塁／28盗塁：小西美加
  - 最多犠打／17犠打：新原千恵
  - 最優秀守備率（内野手部門）／.987：岩谷美里
  - 最高盗塁阻止率／.250：川保麻弥
- 投手部門
  - 最多勝利／9勝：小西美加
  - 最優秀防御率／1.79：小西美加
  - 最多セーブ／5セーブ：：岩谷美里
  - 最多奪三振／66奪三振：小西美加

#### 2011年
2010年シーズンは前後期合わせて兵庫と京都の間に13ゲーム差がついたことからリーグ側はオフに戦力差の是正に乗り出し、その一環としてチーム内打率トップで投手としても勝利数・防御率で小西に次いでリーグ2位だった小久保志乃が京都に移籍した。そのため前年ほどの大差にはならなかったものの、前年に引き続いて前後期優勝、年間王者となる。タイトルは小西がMVP・最多勝・最多奪三振・本塁打王、川保が打点王、厚ヶ瀬美姫が盗塁王を獲得した。だがこの年第1回大会が行われた女子野球ジャパンカップでは準決勝で埼玉栄高校に引き分けの末に抽選で敗退。京都も2回戦で抽選で敗退していたため決勝にプロチームが残らない事態になった。
シーズン終了後にリーグ3球団目となる「大阪ブレイビーハニーズ」が設立され、投打に渡る大黒柱だった小西を含む5選手が移籍。加えて3選手に戦力外通告を行ったため、この年のメンバーのうち約半数の8人がチームを去ることになった。さらに、コーチとして選手の信頼の厚かった松村豊司がリーグの統括コーチに異動し、後任のコーチには日本・韓国プロ野球でプレーした大原秉秀と選手兼任として川保が就任。川保の後任の主将には厚ヶ瀬が就任し、チーム陣容が大きく変化したオフとなった。
【公式戦結果】
- 前期 20試合 11勝9敗0分 勝率.550【優勝】
- 後期 20試合 10勝8敗2分 勝率.556【優勝】
- シンデレラシリーズ 10試合 5勝5敗0分　勝率.500【優勝】

【タイトル受賞選手】
- 角谷賞（MVP）：小西美加
- 野手部門
  - 最多本塁打／2本：小西美加
  - 最多打点／30打点：川保麻弥
  - 最高盗塁阻止率／.278：川保麻弥
- 投手部門
  - 最多勝利／16勝：小西美加
  - 最多奪三振／55奪三振：小西美加
- ベストナイン
  - 投手：小西美加
  - 捕手：川保麻弥
  - 二塁手：田中幸夏
  - 三塁手：岩谷美里
  - 外野手：坪内瞳
  - 外野手：中村茜

#### 2012年
野手陣に関しては前年と大きな戦力の変化はなかったが、チーム全白星の半数以上を挙げた小西が抜けた投手力の低下は深刻で、前年主に先発を務めた投手では唯一残留した2年目の植村美奈子やルーキーの大田秀奈美といった若手がどこまで成長できるかがポイントとなった。シーズンに入ると植村と大田は先発の軸となって奮闘し、特に大田は投手部門の各タイトルを小西と激しく争う活躍を見せた。だが精神的主柱の川保や主将の厚ヶ瀬が怪我で一時離脱したこともあって前期は京都の独走を許し、初めて半期優勝を逃した。中断期間中に行われた第5回IBAF女子ワールドカップ日本代表には厚ヶ瀬、田中幸夏、中村茜の3人が代表候補に入っていたが、厚ヶ瀬は怪我の影響により代表候補を辞退し代表には田中と中村の2人のみが選ばれた。また前期終了後、創設以来監督を務めてきた川越透が辞任し、前年までコーチだった松村豊司が監督としてチームに復帰した。
後期は開幕5連勝と最高のスタートを切るが、中盤に7連敗を喫して優勝争いから大きく後退。終盤に追い上げを見せて最終日まで優勝の可能性を残したが、前期に続いて2位に終わり年間優勝も逃した。直後に行われたジャパンカップではGPBLのチームとして初めて優勝し、シーズン無冠は免れた。大田が最多奪三振と新人王の2冠、中村が三浦伊織（京都）とのタイで最多安打、厚ヶ瀬が最高出塁率のタイトルを獲得している。
【公式戦結果】
- 前期 20試合 8勝10敗2分 勝率.444【2位】
- 後期 20試合 9勝9敗2分 勝率.500【2位】

【タイトル受賞選手】
- 野手部門
  - 最多安打／48安打：中村茜
  - 最高出塁率／.500：厚ヶ瀬美姫
- 投手部門
  - 最多奪三振／52奪三振：大田秀奈美
- 最優秀新人賞：大田秀奈美
- ベストナイン
  - 捕手：川保麻弥
  - 二塁手：田中幸夏
  - 三塁手：岩谷美里
  - 遊撃手：厚ヶ瀬美姫
  - 外野手：中村茜

### 2013年-2014年（サウス・ディオーネ）

#### 2013年
1月17日に機構が行った記者会見で、従来の関西3チームは東日本・西日本2チームずつに再編されることが発表された。その後2月14日にリーグのホームページがリニューアルされた際、イースト・アストライア以外の3チームは前年までの関西3チームをそれぞれ継承することが明記され、サウス・ディオーネは兵庫スイングスマイリーズの継承チームとされた。
旧兵庫からディオーネには厚ヶ瀬美姫、植村美奈子、田中幸夏などの6選手が「残留」の形で入団。これに旧京都からの4選手、旧大阪からの3選手、ルーキー1選手を加えた計14選手がディオーネとしての創設メンバーとなった。松村豊司はウエスト・フローラ（旧京都）の監督に転じ、新たにリーグ創立以来3年間京都でコーチを務めた川口知哉が監督に就任した。コーチは兵庫から続いて大原秉秀が務め、厚ヶ瀬に代わって田中が主将となった。
ティアラカップでは京都から移籍した宮原臣佳が先発・リリーフ双方で大車輪の活躍を見せ、一時はリーグ表彰される投手部門の5タイトル（最多勝、最優秀防御率、最多奪三振、最多セーブ、最多投球回）の全てをうかがう勢いで、序盤はチームも好調であった。だが田中幸夏、厚ヶ瀬、宮原、旧京都の田中朋子など、主力野手が軒並み前年から打率を落として攻撃力不足に陥り、シーズン中盤以降は失速。貧打のテコ入れとして7月にJWBL史上初の外国人選手となるシェイ・リリーホワイトが加入したものの、打率1割台で打点0と期待に応えられない結果に終わった。結局ティアラカップは最初の5大会で3回優勝したものの、その後は14大会で1回しか優勝できずに通算3位に終わり、年間女王決定戦には進めなかった。特にルーキーの村田詩歩は規定投球回に到達して防御率3.00と内容は決して悪くなかったが、打線の援護に恵まれず白星なしの7敗を喫している。なおジャパンカップではティアラカップ年間女王のアストライアに決勝戦で大勝し、2年連続の優勝を果たした。
ディオーネ攻撃陣の不調に加えてアストライアの投手陣が好調だったことで、個人タイトルは宮原が最多投球回を獲得したのに留まりベストナインも4球団で唯一受賞者がいなかった。ただし宮原は2011年に小西美加が記録した144イニングのリーグ記録を更新する145イニングを投げたことが高く評価され、特別賞として「太田幸司賞」を受賞した。シーズン終了後、兵庫時代の2010年に主に2番打者として活躍した新原千恵が引退（フローラのコーチとしてJWBLには残る）、シェイなど4選手が自由契約となり、厚ヶ瀬がアストライアに、植村がフローラにそれぞれ移籍している。
【公式戦結果】
- 38試合 16勝20敗2分 勝率.444【3位】

【タイトル受賞選手】
- 投手部門
  - 最多投球回／145回：宮原臣佳

#### 2014年
- 2014年は残留した8選手に、ノース・レイアから移籍した滝澤彩とルーキー4選手を加えた計13選手でスタートすることになった。監督の川口とコーチの大原は続投で、新たに川畑亜沙美が選手兼任コーチとなり、田中幸夏に代わって同姓の田中朋子が主将に就いている。

- 球団名をサウス・ディオーネから兵庫ディオーネに変更し、拠点を兵庫県淡路市へ移すことが発表された。[15]

【公式戦結果】
- 西地区・前期 14試合 3勝10敗1分 勝率.230【2位】
- 西地区・後期 18試合 7勝11敗0分 勝率.388【2位】

【タイトル受賞選手】
- ベストナイン
  - 外野手：川崎ひかる

### 2015年-2017年（兵庫ディオーネ）

#### 2015年
【公式戦結果】
- 前期 25試合 12勝10敗3分 勝率.545【2位】
- 後期 27試合 10勝17敗0分 勝率.370【3位】
- 年間順位 52試合 22勝27敗3分 勝率.449【3位】

【タイトル受賞選手】
- 角谷賞（MVP）・打者部門：大山唯
- 野手部門
  - 首位打者／.407：大山唯
  - 最高出塁率／.479：大山唯
  - 最多安打／66安打：大山唯
- 投手部門
  - 最優秀防御率／1.79：宮原臣佳
  - 最多奪三振／69奪三振：里綾実
  - 最多投球回／144回：里綾実
- 最優秀新人賞：寺部歩美
- ベストナイン
  - 捕手：寺部歩美
  - 一塁手：大山唯
  - 遊撃手：厚ヶ瀬美姫
  - 外野手：三原遥

#### 2016年
【公式戦結果】
- 前期 18試合 13勝3敗2分 勝率.812【優勝】
- 後期 20試合 11勝7敗2分 勝率.611【優勝】
- 年間総合 38試合24勝10敗4分 勝率.705【優勝】

【女王決定戦】
- 第1戦　兵庫ディオーネ4-1京都フローラ　※前期・後期優勝の兵庫ディオーネが、アドバンテージ1勝と合わせ年間女王に

【タイトル受賞選手】
- 角谷賞（MVP）：里綾実
- 野手部門
  - 首位打者／.407：大山唯
  - 最多本塁打／1本：大山唯・田中朋子
  - 最多打点／27打点：太田あゆみ
  - 最多勝利打点／7勝利打点：寺部歩美
  - 最高出塁率／.512：大山唯
- 投手部門
  - 最多勝利／13勝：里綾実
  - 最優秀防御率／1.71：里綾実
  - 最多投球回／122回2/3：里綾実
  - 最多セーブ／4セーブ：村田詩歩
  - 最多ホールド／2ホールド：泉由有樹
- 最優秀新人賞：中田友実
- ベストナイン
  - 投手：里綾実
  - 捕手：寺部歩美
  - 一塁手：大山唯
  - 遊撃手：厚ヶ瀬美姫
  - 外野手：中田友実
  - 外野手：太田あゆみ
- ゴールデングラブ
  - 捕手：寺部歩美
  - 一塁手：大山唯
  - 外野手；中田友実

#### 2017年
【公式戦結果】
44試合 25勝16敗3分 勝率.609【優勝】
【女王決定戦】
- 第1戦 兵庫ディオーネ1-3埼玉アストライア
- 第2戦 兵庫ディオーネ0-5埼玉アストライア　※埼玉アストライアが、2戦先勝で年間女王に

【タイトル受賞選手】
- 野手部門
  - 最多勝利打点／6勝利打点：太田あゆみ
  - 最多犠打／19犠打：三原遥
- 投手部門
  - 最多勝利／11勝：里綾実
  - 最多奪三振／64奪三振：里綾実
  - 最多投球回／123回2/3：里綾実
- 最優秀新人賞：みなみ
- ベストナイン
  - 遊撃手：厚ヶ瀬美姫
  - 外野手：中田友実
  - 指名打者：みなみ
- ゴールデングラブ
  - 投手：里綾実
  - 遊撃手：厚ヶ瀬美姫
  - 外野手：中田友実

### 2018年-2021年（愛知ディオーネ）

#### 2018年
- 拠点を愛知県一宮市へ移すことが発表された。[26]

【公式戦結果】
42試合 18勝21敗3分 勝率.461【2位】
【女王決定戦】
- 第1戦 愛知ディオーネ7-0京都フローラ
- 第2戦 愛知ディオーネ3-1京都フローラ　※愛知ディオーネが、2戦先勝で年間女王に

【タイトル受賞選手】
- 野手部門
  - 最多犠打／17犠打：三原遥
- 投手部門
  - 最多勝利／8勝：松谷比菜乃
  - 最多奪三振／42奪三振：里綾実
  - 最高勝率／.750：堀田ありさ
- 最優秀新人上・投手部門：松谷比菜乃
- ベストナイン
  - 二塁手：三原遥
  - 遊撃手：厚ヶ瀬美姫
  - 外野手：三浦由美子
- ゴールデングラブ
  - 三塁手：只埜榛奈
  - 外野手：榊原梨奈

#### 2019年
【公式戦結果】
66試合 23勝37敗6分 勝率.383【3位】
【女王決定戦】中止
【タイトル受賞選手】
- 野手部門
  - 最高出塁率／.480：星川あかり
- 投手部門
  - 最多投球回／139回2/3：里綾実
- ベストナイン
  - 三塁手：星川あかり
- ゴールデングラブ
  - 捕手：寺部歩美
  - 二塁手：浅野桜子
  - 外野手：三浦由美子

#### 2020年
- 2020年より愛知ディオーネのチーム名はそのまま、女子プロ野球の資金難により移動費を削減するため、本拠地を京都市にすることを発表。

【公式戦結果】
- 30試合 17勝10敗3分 勝率.630【優勝】

【女王決定戦】
- 愛知ディオーネ3-0埼玉アストライア

#### 2021年
- 女子プロ野球在籍選手不足、ディオーネ所属選手全員退団のため中止。

## シーズン成績

### リーグ戦
- 2010年：前期1位、後期1位、【年間女王】[5]
- 2011年：前期1位、後期1位、【年間女王】[7]
- 2012年：前期2位、後期2位[9]
- 2013年：年間3位[34]
- 2014年：前期：西地区2位、後期：西地区2位[16]
- 2015年：前期2位、後期3位[18]
- 2016年：前期1位、後期1位、【年間女王】[20]
- 2017年：リーグ優勝、年間2位[23]
- 2018年：リーグ2位、【年間女王】[35]
- 2019年：春季3位、夏季3位、秋季3位、年間3位[36]
- 2020年：リーグ優勝、年間優勝

### 年間女王決定戦
- 2016年：優勝：10月15日・愛知4-1京都【年間女王】[37]
- 2017年：準優勝：10月30日・兵庫0-5埼玉[38]
- 2018年：優勝：10月8日・愛知3-1京都【年間女王】[39]
- 2020年：優勝：10月11日・愛知3-0埼玉【年間女王】

### 女子野球ジャパンカップ
- 2011年：準決勝敗退（抽選による）[40]
- 2012年：優勝[41]
- 2013年：優勝[42]
- 2014年：出場権なし[43]
- 2015年：優勝[44]
- 2016年：優勝[45]
- 2017年：準優勝[46]
- 2018年：初戦敗退[47]
- 2019年：出場決定戦中止[48]